# Вентспільський край
Вентспі́льський кра́й (латис. Ventspils novads) — адміністративно-територіальна одиниця Латвійської Республіки. Розташований у західній частині країни, в історичному регіоні Курляндія. Адміністративний центр — Вентспілс. Створений 2009 року. Площа — 2458,6 км². Населення — 10 777 осіб (2021). До складу краю входять 1 місто і 12 волостей.
При адміністративній реформі 2021 року не зазнав змін.

## Адміністративний поділ
- місто Пілтене
- 12 волостей

## Населення
Національний склад краю за результатами перепису населення Латвії 2011 року.
| Національність | К-сть | % |
| -------------- | ----- | - |